# Milligan Cay
Milligan Cay ist eine der kleinsten Inseln der Grenadinen und Teil des Staates St. Vincent und die Grenadinen. Sie liegt unmittelbar vor der Südostspitze von St. Vincent, von der Hauptinsel durch einen etwa 180 m breiten Kanal getrennt.

## Geographie
Milligan Cay gehört zu den Grenadinen, einer Inselgruppe der Kleinen Antillen, verwaltungstechnisch gehört sie zum Parish Saint George. Zusammen mit Young Island ist sie eine von zwei Inseln, die zum Parish Saint George gehören. Die Insel liegt nur ca. 180 m südöstlich der Hauptinsel St. Vincent am Eingang der Ribishi Bay mit Blick auf Brighton Village und besteht aus Vulkangestein.